# Quintí (nom)
Quintí és un nom propi que pot designar: Quintí és un nom masculí català, d'origen llatí. Quintí deriva del llatí Quintinus, diminutiu de Quintus, que significa "el cinquè", i per tant, al principi, s'atribueix al cinquè dels germans. El seu patronímic és sant Quintí, màrtir que va ser mort al Vermandois, a la zona de l'actual Picardia.

### Popularitat del nom
A Catalunya el nom està molt en desús. El 2010 només hi havia 23 persones que es deien Quintí
Amb el nom en llengua castellana, Quintín, el mateix any hi havia 119 persones.
I amb la varietat femenina, Quintina, el 2010 hi havia 51 persones
A França és un nom molt més estès, sobretot al nord del país. A allà hi ha més de 115.000 persones que s'anomenen Quentin, la majoria joves. La dècada dels 90 del segle XX fou un nom popular per als nou nats.

## Sants Cristians
- Sant Quintí de Vermandois (Quintinus) (S. III), màrtir de l'actual Picarda. Festa onomàstica el 31 d'octubre
- Sant Quintí de Tours (Quintinus) (segles VI i VII), màrtir de la Turena. Festa onomàstica, el 4 d'octubre.

## Personalitats que porten el nom

### Variant Quentin
- Quentin Blake. Il·lustrador i escritor anglès.
- Quentin Bryce. Política australiana. Primera governadora general femenina (representant de la Reina d'Anglaterra, amb atribucions de cap d'estat) de la història d'Austràlia.
- Quentin Chong. Amb el sobrenom de Quentin "Dragon". Artista marcial sino-sud-africà. Doble campió del món de muay thai.
- Quentin Clarke, jugador de futbol d'Antigua i Barbuda
- Quentin Leo Cook, àlies Fatboy Slim. Discjòquei anglès.
- Quentin Dean, actriu nord-americana en actiu als anys 60.
- Quentin Dupieux, àlies Mr. Oizo, realitzador i discjòquei francès.
- Quentin Elias, Cantant, actor pornogràfic i model francès instal·lat als Estats Units.
- Quentin Keynes, aventurer i bibliòfil britànic.
- Quentin de La Tour, pintor i aquarel·lista francès.
- Quentin Lee (en cantonès, 李孟熙, Lee Mang-hei, director de cinema d'origen de Hong Kong
- Quentin Meillassoux, filòsof francès, fill de l'antropòleg Claude Meillassoux.
- Quentin Metsys (o Quinten Metsys), pintor flamenc del segle XV-XVI.
- Quentin Mosimann, cantant i discjòquei francès.
- Quentin Reynolds, actor nord-americà.
- Quentin Richardson, jugador professional de bàsquet nord-americà.
- Quentin Roosevelt, fill del president nord-americà Theodore Roosevelt. Militar.
- Quentin Roosevelt II, fill de Theodore Roosevelt Jr. Militar i empresari.
- Quentin Shih (en pinyin, Shí Xiaofán), fotògraf xinès.
- Quentin Tarantino, director, productor i actor nord-americà.
- Quentin Westberg, futbolista franco-nord-americà.

### Variant Quinten
- Quinten Hann, antic jugador professional de snooker australià.
- Quinten Lynch, jugador professional de futbol australià.[5]
- Quinten Burg, diputat demòcrata de la Cambra de Representants de Dakota del sud.
- Quinten Lawrence jugador professional de futbol americà canadenc.[6]

### VariantQuintino
- Quintino Bocaiúva, periodista i polític brasiler.
- Quintino Sella, home d'estat italià.

## Personalitats que el tenen com a cognom

### VariantQuentin
- Didier Quentin, polític francès.
- Florence Quentin, realitzadora i productora francesa.
- Mélanie Quentin, escultor francès.
- Patrick Quentin, advocat francès.
- René-Pierre Quentin, futbolista suís.
- Yvan Quentin, futbolista suís.

## Personatges de ficció i obres d'art

### VariantQuentin
- Quentin, patró de la Radio Rock dins la pel·lícula Good Morning England.
- Quentin Bech, sobrenom de Mysterio, personatge de l'univers de Marvel Comics, enemic de Spiderman.
- Quentin Conners, personatge del film Chaos (2005), interpretat per Jason Statham
- Quentin Costa, personatge de la sèrie Nip/Tuck, interpretat per Bruno Campos
- Quentin Durward, novel·la de Walter Scott, del 1823.
- Quentin Lambert, personatge de la pel·lícula Agathe Cléry.
- Quentin Quail, personatge de còmic nord-americà de la sèrie Merrie Melodies, de la Warner Bros.
- Quentin de Montargis, personatge del film Tais-toi, interpretat per Gérard Depardieu.

### Altres variants
- Quinti, personatge del film Jaws
- Quenti Yaien, personatge de l'anime i manga, Wolf's Rain.

## Toponímia
Vegeu les següents pàgines de desambiguació sobre les diferents variants.
- Quintin, comuna de les Costes del Nord, a la Bretanya.
- Quentin (Pennsilvània).
- San Quentin (California)

## Altres
- El nom de Quintí, també ha donat nom a nombroses batalles i a una presó important dels Estats Units, la presó de Sant Quintí
- Hi ha una novel·la de l'escriptora irlandesa, Maeve Binchy, que es titula Quentins.